# Antilocapridae
Gli Antilocapridi sono una famiglia di Artiodattili endemica del Nord America. Sono tutti estinti da molto tempo con la sola eccezione dell'antilocapra.

## Tassonomia
ORDINE Artiodactyla
- Sottordine Ruminantia
  - Famiglia Antilocapridae
    - Sottofamiglia Merycodontinae
      - Genere Cosoryx
        - Cosoryx agilis
        - Cosoryx cerroensis
        - Cosoryx furcatus
        - Cosoryx ilfonensis
        - Cosoryx trilateralis

      - Genere Meryceros
        - Meryceros crucensis
        - Merycerus crucianus
        - Meryceros hookwayi
        - Meryceros joraki
        - Meryceros major
        - Meryceros nenzelensis
        - Meryceros warreni

      - Genere Merycodus
        - Merycodus furcatus
        - Merycodus grandis
        - Merycodus necatus
        - Merycodus prodromus
        - Merycodus sabulonis

      - Genere Paracosoryx
        - Paracosoryx alticornis
        - Paracosoryx burgensis
        - Paracosoryx dawesensis
        - Paracosoryx furlongi
        - Paracosoryx loxoceros
        - Paracosoryx nevadensis
        - Paracosoryx wilsoni

      - Genere Ramoceros
        - Ramoceros brevicornis
        - Ramoceros coronatus
        - Ramoceros marthae
        - Ramoceros merriami
        - Ramoceros osborni
        - Ramoceros palmatus
        - Ramoceros ramosus

      - Genere Submeryceros
        - Submeryceros crucianus
        - Submeryceros minimus
        - Submeryceros minor

    - Sottofamiglia Antilocaprinae
      - Tribù Proantilocaprini
        - Genere Proantilocapra
          - Proantilocapra platycornea

        - Genere Osbornoceros
          - Osbornoceros osborni

      - Tribù Ilingoceratini
        - Genere Ilingoceros
          - Ilingoceros alexandrae
          - Ilingoceros schizoceros

        - Genere Ottoceros
          - Ottoceros peacevalleyensis

        - Genere Plioceros
          - Plioceros blicki
          - Plioceros dehlini
          - Plioceros floblairi

        - Genere Sphenophalos
          - Sphenophalos garciae
          - Sphenophalos middleswarti
          - Sphenophalos nevadanus

      - Tribù Stockoceratini
        - Genere Capromeryx
          - Capromeryx arizonensis
          - Capromeryx furcifer
          - Capromeryx gidleyi
          - Capromeryx mexicanus
          - Capromeryx minor
          - Capromeryx tauntonensis

        - Genere Ceratomeryx
          - Ceratomeryx prenticei

        - Genere Hayoceros
          - Hayoceros barbouri
          - Hayoceros falkenbachi

        - Genere Hexameryx
          - Hexameryx simpsoni

        - Genere Hexobelomeryx
          - Hexobelomeryx fricki
          - Hexobelomeryx simpsoni

        - Genere Stockoceros
          - Stockoceros conklingi
          - Stockoceros onusrosagris

        - Genere Tetrameryx
          - Tetrameryx irvingtonensis
          - Tetrameryx knoxensis
          - Tetrameryx mooseri
          - Tetrameryx shuleri
          - Tetrameryx tacubayensis

      - Tribù Antilocaprini
        - Genere Antilocapra
          - Antilocapra americana (antilocapra)
            - Antilocapra americana americana
            - Antilocapra americana mexicana
            - Antilocapra americana peninsularis
            - Antilocapra americana sonoriensis
            - Antilocapra maquinensis

        - Genere Texoceros
          - Texoceros altidens
          - Texoceros edensis
          - Texoceros guymonensis
          - Texoceros minorei
          - Texoceros texanus
          - Texoceros vaughani

Di tutti questi generi e specie, l'unico membro della famiglia a sopravvivere ancora è l'antilocapra.